# Liste der Monuments historiques in Lauthiers
Die Liste der Monuments historiques in Lauthiers führt die Monuments historiques in der französischen Gemeinde Lauthiers auf.

## Liste der Bauwerke
| Bezeichnung       | Beschreibung                                                  | Standort | Kennzeichnung | Schutzstatus | Datum | Bild |
| ----------------- | ------------------------------------------------------------- | -------- | ------------- | ------------ | ----- | ---- |
| Logis de la Motte | Herrenhaus, erbaut in der zweiten Hälfte des 18. Jahrhunderts | (Lage)   | PA86000045    | Inscrit      | 2011  |      |

## Liste der Objekte
- Monuments historiques (Objekte) in Lauthiers in der Base Palissy des französischen Kultusministeriums